# 克里斯蒂安森特 (密蘇里州)
克里斯蒂安森特（英語：Christian Center）是位於美國密蘇里州克里斯蒂安縣的非建制地區。

## 地理
克里斯蒂安森特所處的海拔為高於海平面423米（即1388英呎），而該地所採用的時區為UTC-6，即北美中部時區（CST）。同時該地設有夏令時間，為UTC-6調快一小時，即UTC-5（CDT）。